# Malus caspiriensis
Malus caspiriensis är en rosväxtart som beskrevs av V.T. Langenfeld. Malus caspiriensis ingår i släktet aplar, och familjen rosväxter. Inga underarter finns listade i Catalogue of Life.